# Niobe (trilobite)
Pour les articles homonymes, voir Niobé.
Genre
Espèces de rang inférieur
- † N. brevicauda
- † N. flabellifera
- † N. frontalis
- † N. groenlandica
- † N. morrisi
- † N. occulta
- † N. quadraticaudata
- † N. vogti

Niobe est un genre fossile de grands trilobites (arthropodes marins primitifs), de la famille des Asaphidae.

## Présentation
Ce genre Niobe est décrit et publié par Nils Peter Angelin en 1851.
Il a vécu au cours de l'Ordovicien inférieur et moyen, soit il y a environ entre 485,4 et 458,2 millions d'années. Ses fossiles ont été découverts en Europe, Russie, Amérique du Nord, Chine et Groenland.

## Description
Ce sont de grands trilobites pouvant atteindre 27,5 centimètres de long (« Niobe fourneti », de la montagne Noire, France).
Le corps est globalement elliptique, avec un céphalon, un thorax et un pygidium de tailles à peu près égales.